# Dusisiren jordani
Dusisiren jordani – wymarły ssak morski, przedstawiciel rzędu brzegowców. Żył 12-10 milionów lat temu (miocen) w Oceanie Spokojnym. Został opisany naukowo przez R. Kellogga w 1925. Osobnik, którego szczątki znaleziono, mierzył 4,3 m długości.